# NLX
NLX (New Low Profile eXtended o Nuevo perfil bajo ampliado) era un factor de forma propuesto por Intel y desarrollado conjuntamente con IBM, DEC, y otros vendedores para equipos PC del mercado masivo, con perfil bajo y bajo coste. La versión 1.2 se finalizó en marzo de 1997 y la 1.8 se finalizó en abril de 1999. NLX era similar en diseño total a LPX, incluyendo una riser card y una caja de perfil bajo. Fue modernizado y actualizado para permitir el soporte para las últimas tecnologías, manteniendo bajos los costos y solucionando los principales problemas de LPX. Se especifica placas de un tamaño de 10 plg (254 mm) x 8 plg (203,2 mm) a 13,6 plg (345,44 mm) x 9 plg (228,6 mm).
Muchos sistemas de tamaño reducido (slimline)  anteriormente diseñados para encajar el factor de forma LPX se modificaron para adaptarse a NLX. NLX es un verdadero estándar, a diferencia de LPX, por lo que la intercambiabilidad de los componentes más fácil de lo que era para el viejo factor de forma mayor. IBM, Gateway, y NEC producen un buen número de ordenadores NLX a finales de 1990, principalmente para Socket 370 (Pentium II-III y Celeron), pero NLX nunca disfrutó de la amplia aceptación que tuvo LPX. Lo más importante, uno de los mayores fabricantes de PC, Dell decidió en contra del uso de NLX y crearon sus propias placas base de factor de forma propietario para sus equipos slimline. Aunque muchos de estos ordenadores y placas base siguen disponibles de segunda mano, la nueva producción ha cesado esencialmente, y en el mercado de slimline y small form factor, NLX ha sido reemplazado por los factores de forma Micro-ATX, FlexATX, y Mini-ITX.